# Théâtre du Méridien
Le Théâtre du Méridien est un théâtre bruxellois situé à Watermael-Boitsfort.
Il ferme à la fin de la saison 2011-2012.